# Jurij Viktorovič Tarič
Jurij Viktorovič Tarič (Polack, 24 gennaio 1885 – Mosca, 21 febbraio 1967) è stato un regista cinematografico russo.

## Filmografia (parziale)

### Regista
- Le ali del servo (in russo Крылья холопа?, Kryl'ja cholopa), film muto (1926)[1][2]
- Lesnaja byl' (1926)[3][4]
- Do zavtra (1929)
- Nenavist' (1930)
- Beglecy (1932)[5]
- Vysota 88,5 (1932)
- Put' korablja (1935)
- Nebesa (1940)